# Млечна риба
Млечните риби (Chanos chanos) са вид актиноптери, единствен представител нат семейство Chanidae.
Те са незастрашен вид.
Таксонът е описан за пръв път от Пер Форскол през 1775 година.